# لوكاس فرنانديز (موسيقي)
لوكاس فرنانديز (بالإسبانية: Lucas Fernández)‏ هو موسيقي وكاتب مسرحي إسباني، ولد في 1474 في سلامنكا في إسبانيا، وتوفي في 1542.

## وصلات خارجية
- لوكاس فرنانديز على موقع الموسوعة البريطانية (الإنجليزية)
- لوكاس فرنانديز على موقع ديسكوغز (الإنجليزية)